# Přetín
Přetín je malá vesnice, část obce Křenice v okrese Klatovy v Plzeňském kraji. Nachází se asi půl kilometru jihozápadně od Křenic. Přetín je také název katastrálního území o rozloze 4,03 km².

## Historie
První písemná zmínka o vesnici pochází z roku 1272. Patřil vladykovi Janovi z Přetína. V roce 1367 ho již vlastnil chotěšovský klášter. Po husitských válkách ho koupil Bozděch z Kamenice, sídlící v Pteníně. Další majitel Václav Pětipeský z Krásného Dvora. Roku 1663 koupil část vsi Broum z Miřetic a upravil selský dvůr k bydlení. Další drobní šlechtici zde žili až do počátku 18. století. Kolem roku 1730 se dostal Přetín ke statku Ježovy a s ním roku 1738 připojen k panství Merklín. Dvůr v Přetíně byl rozparcelován při raabizaci. Je možné, že se v některém současném domě, nachází části původního šlechtického sídla.

## Obyvatelstvo
| Rok            | 1869 | 1880 | 1890 | 1900 | 1910 | 1921 | 1930 | 1950 | 1961 | 1970 | 1980 | 1991 | 2001 | 2011 | 2021 |
| -------------- | ---- | ---- | ---- | ---- | ---- | ---- | ---- | ---- | ---- | ---- | ---- | ---- | ---- | ---- | ---- |
| Počet obyvatel | 229  | 219  | 228  | 221  | 214  | 193  | 180  | 117  | 124  | 105  | 89   | 67   | 48   | 52   | 54   |
| Počet domů     | 34   | 35   | 35   | 36   | 39   | 36   | 39   | 36   | 36   | 31   | 26   | 34   | 35   | 37   | 38   |

## Obecní správa
Při sčítání lidu v letech 1850–1959 Přetín byl samostatnou obcí v okrese Přeštice. Od roku 1960 je částí obce Křenice v okrese Klatovy. V letech 1850–1959 k obci patřil Býšov.

## Pamětihodnosti
- Sýpka u čp. 18
- Venkovská usedlost čp. 5
- Na vrchu Chlumec se dochovaly drobné pozůstatky pravěkého přetínského hradiště.[9]

## Galerie

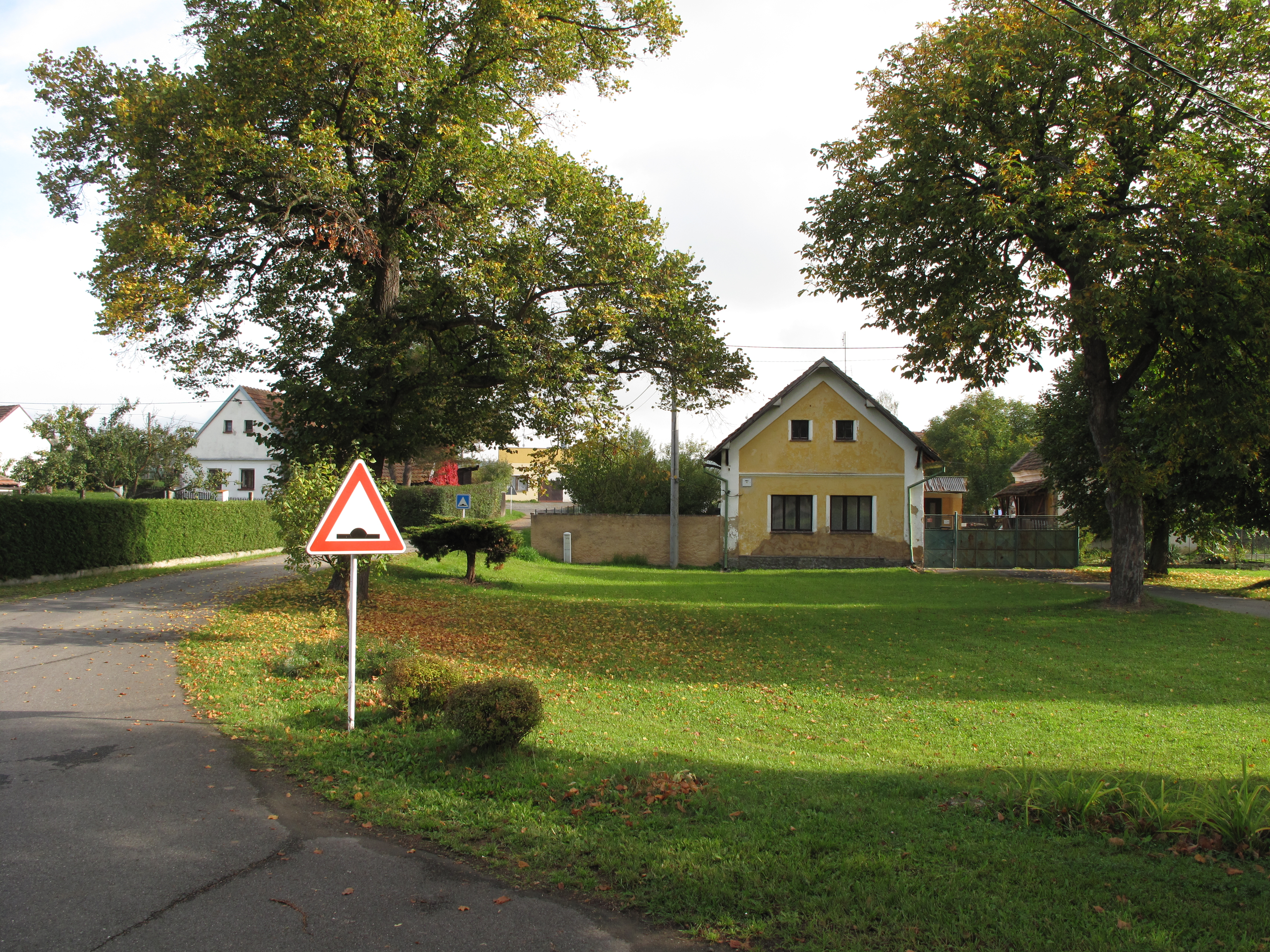
Náves
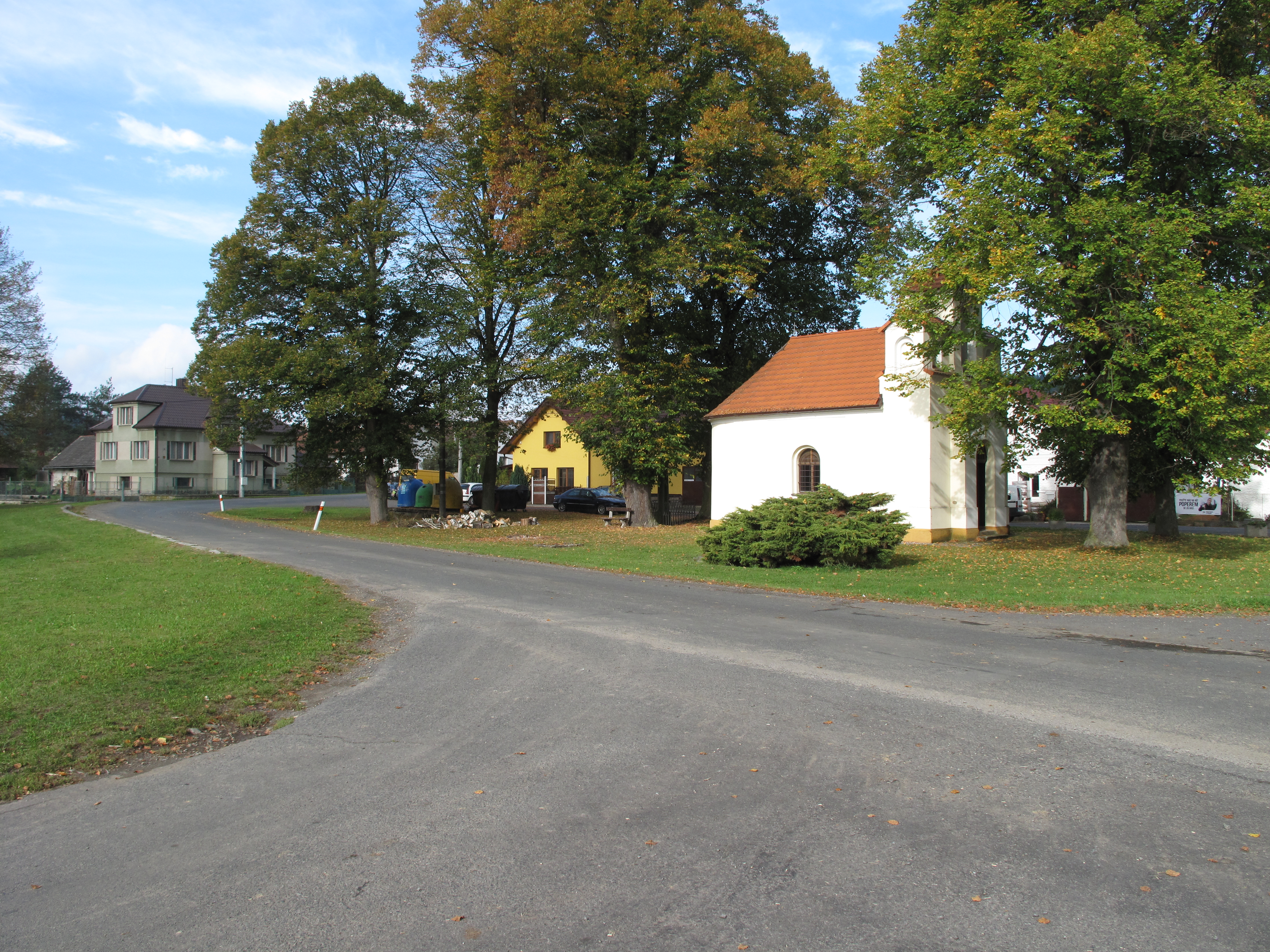
Kaplička
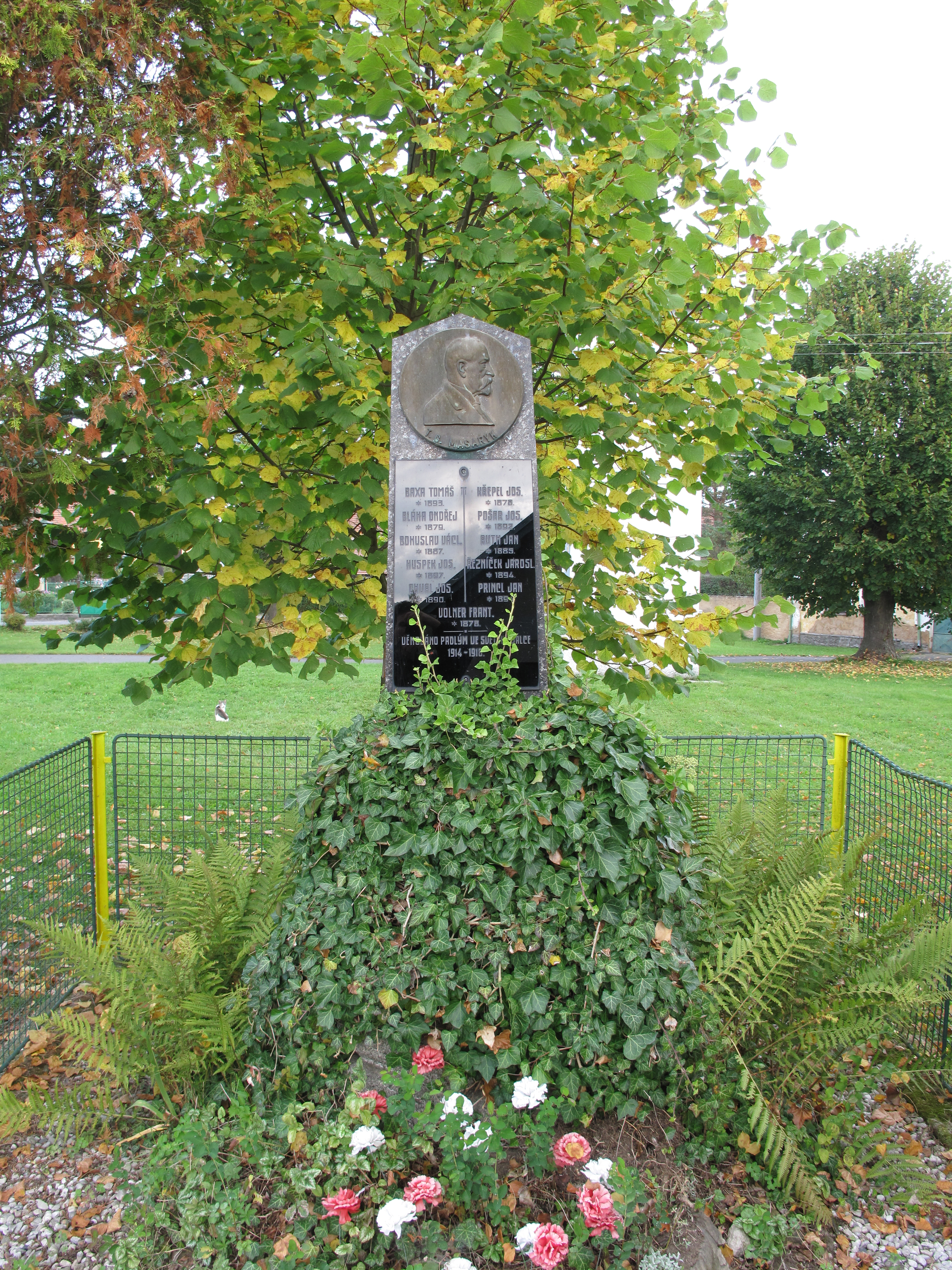
Památník